# Чаткальський район
Чаткальський район (кирг. Чаткал району) — район Жалалабатської області Киргизстану. Адміністративний центр — село Каниш-Кия.

## Географія
Район розташований на північному заході області на кордоні з Талаською областю Киргизстану і Ташкентською областю Узбекистану.
Основна водна артерія — річка Чаткал.

## Населення
За даними перепису населення Киргизстану 2009 року киргизи складають 21 890 осіб з 22 490 жителів району (або 99,3%), узбеки — 304 особи або 1,3%, таджики — 125 осіб або 0,6%.

## Адміністративний поділ
До складу Чаткальського району входять 2 айильні (сільські) аймаки і 2 селища міського типу:
- смт Сумсар
- смт Терек-Сай
- Каниш-Киянський айильний округ — с. Каниш-Кия
- Чаткальський айильний округ — с. Джани-Базар